# Saul, England
Saul är en by i civil parish Fretherne with Saul, i distriktet Stroud, i grevskapet Gloucestershire i England. Byn är belägen 12 km från Gloucester. Saul var en civil parish fram till 1884 när blev den en del av Fretherne with Saul, Moreton Valance och Standish. Civil parish hade 597 invånare år 1881.